# غافين هيل
غافين هيل (بالإنجليزية: Gavin Hill)‏ هو لاعب اتحاد الرغبي نيوزيلندي، ولد في 11 ديسمبر 1965 في Ōkato ‏ في نيوزيلندا.